# Жаркое американское лето: Первый день лагеря
«Жа́ркое америка́нское ле́то: Пе́рвый день ла́геря» (англ. Wet Hot American Summer: First Day of Camp) — американский телесериал 2015 года в жанре сатирической комедии. Сценарий написан Майклом Шоуолтером и Дэвидом Уэйном и срежиссирован Уэйном. Восьмисерийный телесериал Netflix является приквелом комедийного фильма 2001 года «Жаркое американское лето» и пародией на подростковые комедии, которые стали культовыми. Хотя многие из оригинального актёрского состава фильма стали известными актёрами и актрисами, они вернулись к своим ролям, сыграв в сериале ещё более молодые версии своих персонажей из фильма пятнадцатилетней давности.
Сериал стал доступен на онлайн-сервисе Netflix 31 июля 2015 года.

## В ролях

### Основной состав
- Элизабет Бэнкс — Линдси
- Х. Джон Бенджамин — Митч • банка консервированных овощей (озвучивание)
- Майкл Иэн Блэк — Маккинли Дазен
- Брэдли Купер — Бен
- Джуда Фридлендер — Рон фон Клейнштейн
- Джанин Гарофало — Бет
- Нина Хеллман — Нэнси
- Джо Ло Трульо — Нил
- Кен Марино — Виктор Пулак
- Кристофер Мелони — Джини Дженкинсон / Джонас Юргенсон
- А. Д. Майлс — Гэри
- Маргерит Моро — Кэти
- Зак Орт — Джей Джей
- Дэвид Хайд Пирс — Генри Ньюманн
- Эми Полер — Сьюзи
- Пол Радд — Энди Флекнер
- Мариса Райан — Эбби Бернштейн
- Джейсон Шварцман — Грег
- Молли Шэннон — Гэйл Дана Старфилд
- Майкл Шоуолтер — Джеральд «Куп» Куперберг / Рональд Рейган
- Кевин Зусман — Стив

### Второстепенный состав
- Крис Пайн — Эрик
- Джон Хэмм — Сокол
- Кристен Уиг — Кортни
- Микаэла Уоткинс — Ронда
- Джон Слэттери — Клад Думет
- Джош Чарльз — Блейк Маккарти
- Рэндалл Парк — Джефф
- Лейк Белл — Донна Берман
- Майкл Сера — Джим Стансел
- Дэвид Уэйн — Ярон
- Джон Эрли — Логан Сент-Боган
- Джордж Далтон — Арти «Пасечник» Соломон
- Сэмм Левин — голос Арти
- Дэвид Блум — Кевин
- Томас Барбуска — Дрю
- Брюс Гринвуд — Билл Мартинсон
- Роб Хюбель — Бродфард Гилрой
- Ричард Шифф — Дин Фэирчайлд
- Странный Эл Янкович — Джеки Бразен
- Рич Соммер — Грэм
- Эрик Неннингер — Уорнер
- Джордан Пил — Алан
- Джейма Мэйс — Джессика
- Пол Шир — Дэйв
- Бет Довер — Шари
- Логан Гарретсон — пианист
- Том Симмонс — священник
- Эмили Скиннер — Фрогги
- Элли Стамлер — Дебби
- Майкл Блейклок — Дэнни

## Сиквел
27 апреля 2016 года Netflix объявил о начале работе над сериалом-сиквелом под названием «Жаркое американское лето: 10 лет спустя», действие которого происходит через десять лет после событий фильма 2001 года.

## Реакция
«Жаркое американское лето: Первый день лагеря» получил положительные отзывы критиков. На сайте-агрегаторе  Rotten Tomatoes сериал держит 92% «свежести», что основано на 49-ти рецензиях критиков со средним рейтингом 7,3/10. Критический консенсус сайта гласит: «„Жаркое американское лето: Первый день лагеря“ содержит даже больше тупых шуток, чем жаждут поклонники классического фильма, однако не-фанаты вряд ли будут ими очарованы». На Metacritic сериал получил 74 баллов из ста на основе 23-х «в целом положительных» отзывах.
Джон Слэттери был номинирован на премию «Выбор телевизионных критиков» за лучшую гостевую роль в комедийном сериале за роль Клада Думета.